# Tumulti
Tumulti (titolo orig. Troubles) è un romanzo di James Gordon Farrell del 1970; nello stesso anno fu premiato con il Faber Memorial Prize. Nel 2010 fu premiato retroattivamente con il Lost Man Booker Prize.
Il romanzo costituisce la prima parte della cosiddetta Trilogia dell'Impero - seguito da L'assedio di Krishnapur del 1973 e La presa di Singapore del 1978 - e tratta della distruzione di uno dei maggiori hotel irlandesi, il Majestic hotel, durante la guerra d'indipendenza irlandese (1919–1921).

## Trama
Il romanzo, ambientato nel 1919, riguarda l'arrivo del maggiore inglese Brendan Archer, recentemente congedato dall'esercito, presso l'Hotel Majestic sulla costa della contea di Wexford nel sud-est dell'Irlanda. Archer è convinto di essere fidanzato con Angela Spencer, la figlia del proprietario dell'Hotel Majestic, anche se è certo di non averla mai chiesto in sposa. Lei gli ha scritto sin da quando si sono incontrati nel 1916 mentre era in congedo dal fronte occidentale.
Gli Spencer sono una famiglia anglo-irlandese protestante, fortemente unionista nella loro visione dei legami tra Irlanda e Regno Unito. Archer agisce come un confuso osservatore della famiglia disfunzionale degli Spencer, che rappresentano gli anglo-irlandesi, e della popolazione cattolica locale. Con l'avanzare del romanzo i rapporti sociali ed economici si interrompono, rispecchiati dal lento decadimento dell'hotel.

## Edizione italiana
- James Gordon Farrell, Tumulti, collana I narratori delle tavole, traduzione di Vincenzo Mingiardi, Introduzione di John Banville, Vicenza, Neri Pozza, 2003, ISBN 88-7305-890-6.